# Lela Erlenwein

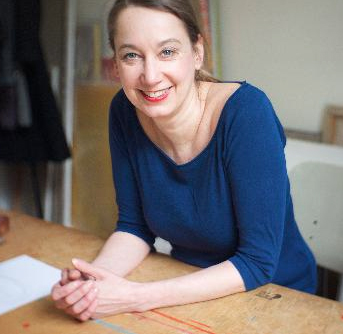
Lela Erlenwein (2014)

Lela Erlenwein (* 14. November 1962 in Guatemala-Stadt; † 7. Oktober 2024 in Hamburg) war eine deutsche Künstlerin.

## Leben
Erlenwein wuchs in Georgetown, Hamburg, Reinbek, Duisburg, Hannover, Tötensen, Bremen und Karlsruhe auf. Von 1984 bis 1986 studierte sie Biologie an der Heinrich-Heine-Universität Düsseldorf. Während dieser Zeit besuchte sie als Gasthörerin die Kunstakademie Düsseldorf. Von 1986 bis 1990 studierte sie an der Hochschule für bildende Künste Hamburg. Ein Stipendium des Thüringer Kultusministeriums ermöglichte ihr 1993 einen Studienaufenthalt im Atelierhaus des Malers Werner Tübke in Bad Frankenhausen. Von 1999 bis 2014 arbeitete sie als Dozentin an der HTK – Akademie für Gestaltung in Hamburg. Seit Anfang 2014 betrieb sie in Hamburg eine Akademie zur Gesundheitsförderung.

## Ausstellungen
- 1986: Kunstverein Geheim e. V., Hamburg (Einzelausstellung)
- 1993: Bauernkrieg-Gedenkstätte, Bad Frankenhausen, Thüringen (Gemeinschaftsausstellung)
- 1994: blaue hybriden, Kaifu Art Center e. V., Hamburg (Einzelausstellung)
- 1995: Elbart, Hamburg (Gemeinschaftsausstellung)
- 1996: Trojanisches Schiff, Hamburg (Gemeinschaftsausstellung)
- 1997: Raumfragen, Meßberghof, Hamburg (Gemeinschaftsausstellung, Katalog)
- 1998: Bühne der Ästhetik, Hamburg (Einzelausstellung)
- 1999: emergency – Dialoge zum Ausnahmezustand, Hafenkrankenhaus, Hamburg (Gemeinschaftsausstellung, Katalog)
- 2001: Akademie Mosbach, Mosbach (Gemeinschaftsausstellung)
- 2002: Selbst, Galerie Morgenland, Hamburg (Gemeinschaftsausstellung)
- 2003: Essen, Galerie Morgenland, Hamburg (Gemeinschaftsausstellung)
- 2004: Schwerelos – Landschaften im Universum I, Osterwalder's Art Office, Hamburg (Einzelausstellung, Katalog)
- 2007: Floating – Landschaften im Universum II, Osterwalder's Art Office, Hamburg (Einzelausstellung)[3]
- 2014: Atmen verbindet, Kunstverein Süderstapel (Einzelausstellung)